# Linia kolejowa 90 Miskolc – Hidasnémeti
Linia kolejowa Miskolc – Hidasnémeti – główna linia kolejowa na Węgrzech. Jest to linia jednotorowa, w całości zelektryfikowana, sieć jest zasilana prądem przemiennym 25 kV 50 Hz AC. Linia przebiega przez komitaty Abaúj-Torna, Borsod, Gömör és Kishont i Zemplén doliną rzeki Hornád.

## Historia
Linia została wybudowana w 1920. Zelektryfikowana w 1998.